# Haus Rahusen

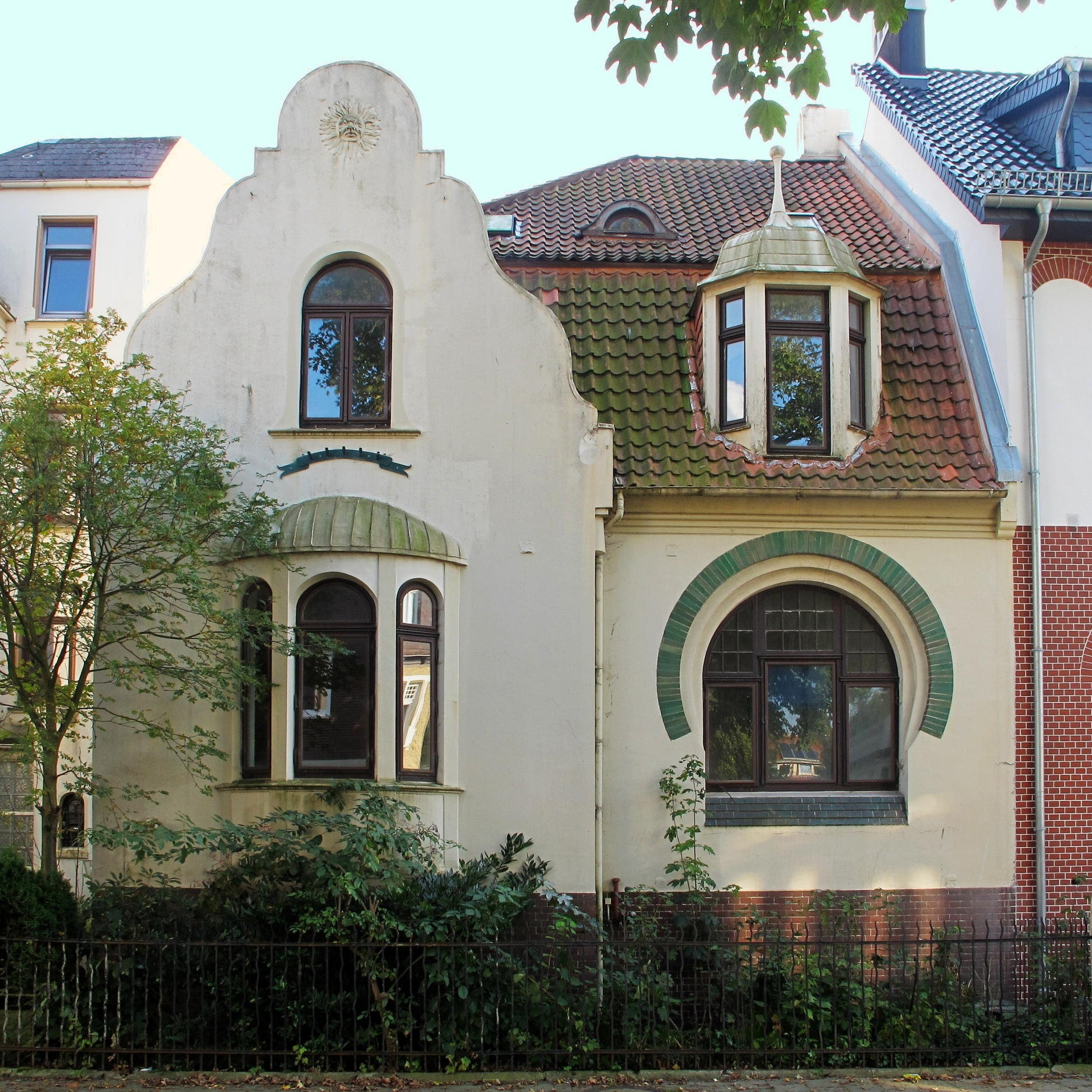
Haus Rahusen

Das Haus Rahusen in Bremerhaven-Mitte, Kurfürstenstraße 3, entstand 1902 nach Plänen von Gustav Rogge (?).
Das Gebäude steht seit 2013 unter Bremer Denkmalschutz.

## Geschichte
Bremerhaven wuchs am Ende des 19. Jahrhunderts in Richtung Norden bis an die Grenze der benachbarten selbständigen preußischen Gemeinde Lehe. Bremerhaven erwarb bis 1905 erhebliche neue Flächen in diesem Bereich. In diesem damals noch Leher Freigebiet wurden mehrere Einfamilienhäuser errichtet, darunter ab 1902 drei Einfamilienhäuser durch die Baugesellschaft W. Rogge; so auch die  Villa für den Senior der Baufirma, Wilhelm Rogge. Sie gehören zu den wenigen Beispielen des Jugendstils in Bremen.

Bei dem eingeschossigen Wohnhaus im Jugendstil für Theodor Rahusen mit einem Mansarddach, der verspielten Gaube und dem Erker im gerundeten Stufengiebel, ist die Fassadengestaltung mit einem Hufeisenbogen als Rahmung der Fenster prägend sowie die weichen Rundungen der Brüstung an der Eingangstreppe. Architekt war wahrscheinlich Gustav Rogge, der in der Baufirma arbeitete. Er plante auch sein Haus am Birkenweg 7 im englischen Landhausstil. 1907 fand nach Plänen von Bauunternehmer Georg Hoffmeyer bereits ein kleinerer Umbau statt.  
Das Landesamt für Denkmalpflege Bremen befand: „...die Fassadengestaltung...(ist) ohne Beispiel im Land Bremen und legt einen überregionalen Einfluss nahe...“
Im Haus befindet sich heute (2018) eine Pension.